# Itri

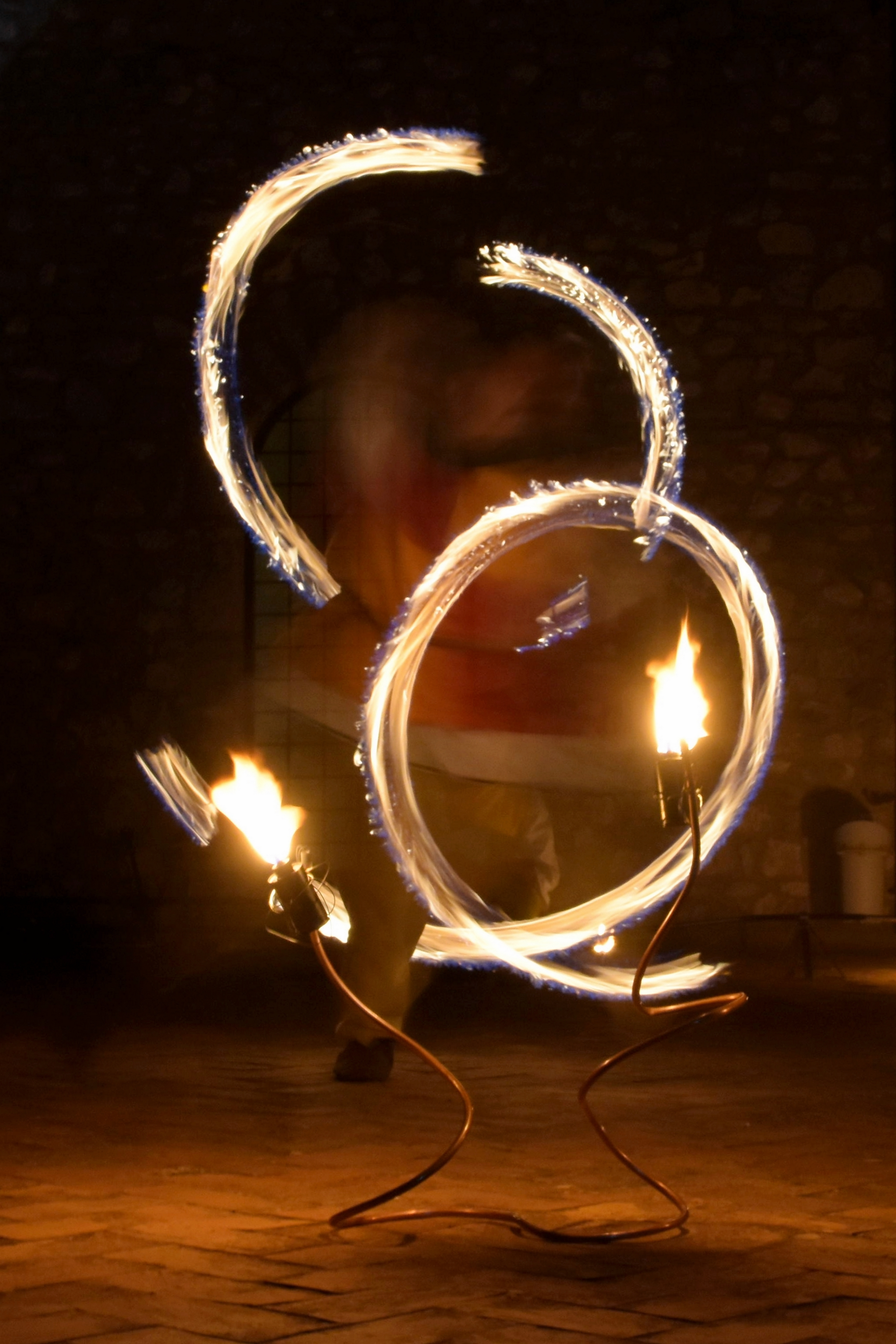
Danseur de feu pendant le festival médiéval d'Itri. Juillet 2017.

Itri est une commune de la province de Latina dans la région Latium en Italie.

## Administration
| Période                                  | Période  | Identité         | Étiquette     | Qualité |
| ---------------------------------------- | -------- | ---------------- | ------------- | ------- |
| 30 mai 2006                              | En cours | Giovanni Agresti | Centro-Destra |         |
| Les données manquantes sont à compléter. |          |                  |               |         |

### Communes limitrophes
Campodimele, Esperia, Fondi, Formia, Gaète, Sperlonga

## Personnalités
- François Spirito, criminel franco-italien, contrebandier